# CDKN1A
CDKN1A (англ. Cyclin dependent kinase inhibitor 1A) – білок, який кодується однойменним геном, розташованим у людей на короткому плечі 6-ї хромосоми. Довжина поліпептидного ланцюга білка становить 164 амінокислот, а молекулярна маса — 18 119.
| 10         |  | 20         |  | 30         |  | 40         |  | 50         |
| ---------- |  | ---------- |  | ---------- |  | ---------- |  | ---------- |
| MSEPAGDVRQ |  | NPCGSKACRR |  | LFGPVDSEQL |  | SRDCDALMAG |  | CIQEARERWN |
| FDFVTETPLE |  | GDFAWERVRG |  | LGLPKLYLPT |  | GPRRGRDELG |  | GGRRPGTSPA |
| LLQGTAEEDH |  | VDLSLSCTLV |  | PRSGEQAEGS |  | PGGPGDSQGR |  | KRRQTSMTDF |
| YHSKRRLIFS |  | KRKP       |  |            |  |            |  |            |

A: Аланін

C: Цистеїн

D: Аспарагінова кислота

E: Глутамінова кислота

F: Фенілаланін

G: Гліцин

H: Гістидин

I: Ізолейцин

K: Лізин

L: Лейцин

M: Метіонін

N: Аспарагін

P: Пролін

Q: Глутамін

R: Аргінін

S: Серин

T: Треонін

V: Валін

W: Триптофан

Кодований геном білок за функцією належить до фосфопротеїнів. 
Задіяний у таких біологічних процесах, як клітинний цикл, ацетилювання. 
Білок має сайт для зв'язування з іонами металів, іоном цинку. 
Локалізований у цитоплазмі, ядрі.